# 4,4-二丙基庚烷
4,4-二丙基庚烷或四丙基甲烷是一种有机化合物，化学式为C13H28。它可由4-庚酮和丙基溴化镁、浓盐酸、烯丙基溴化镁先后反应，得到4,4-二丙基-1-庚烯后再加氢制得。
它是鸿喜菇中存在的挥发性有机物之一。